# Семенково (Одинцовский городской округ)
Семенково — деревня в Одинцовском городском округе Московской области России. Входит в сельское поселение Назарьевское. Население 27 человек на 2006 год, в деревне числится 1 садовое товарищество. До 2006 года Семенково входило в состав Назарьевского сельского округа.
Деревня расположена в центральной части района, в 10 километрах на запад от Одинцово, в верховьях реки Слезни, в 300 м юго-западнее деревни находится почитаемый родник Святой Троицы, высота центра над уровнем моря 187 м.
Впервые в исторических документах Семенково встречается в материалах переписи 1646 года, согласно которым в деревне было 6 дворов и 18 жителей мужского пола. По Экономическим примечаниям 1800 года считалось 11 дворов, 48 душ мужского и 53 женского пола, на 1852 год в Семенково также 11 дворов и 57 жителей, в 1890 году — 81 человек. По Всесоюзной переписи 17 декабря 1926 года числилось 23 хозяйства и 111 жителей, по переписи 1989 года — 26 хозяйств и 34 жителя.